# 叶纳基耶韦市镇
叶纳基耶韦市级市镇（烏克蘭語：Єнакієвська міська громада）是乌克兰顿涅茨克州霍尔利夫卡区的市镇，行政中心为叶纳基耶韦。

## 居民点
该市镇包括两个城市（叶纳基耶韦、本亥）、5个镇和7个村庄。
- 镇：德鲁日内、科爾孫、索菲伊夫卡、旧彼得里夫斯凯（烏克蘭語：Старопетрівське）、谢本卡（烏克蘭語：Щебенка）